# Hypericum asperuloides
Hypericum asperuloides är en johannesörtsväxtart som beskrevs av Vasilij Matvejevitj Tjernjajev och Turcz.. Hypericum asperuloides ingår i släktet johannesörter, och familjen johannesörtsväxter. Inga underarter finns listade i Catalogue of Life.